# Índice internacional normalizado
El índice internacional normalizado (en inglés: international normalized ratio; INR) es una forma de estandarizar los cambios obtenidos a través del tiempo de protrombina. Se usa principalmente para el seguimiento de pacientes bajo tratamiento anticoagulante.

## Índice internacional normalizado (INR)
Los resultados (en segundos) para un tiempo de protrombina (TP) en un individuo normal varían dependiendo de qué tipo de sistema de análisis se realiza. Esto se debe a las diferencias entre los distintos lotes de factor tisular fabricante utilizado en el reactivo para realizar la prueba. El INR se diseñó para estandarizar los resultados. Cada fabricante asigna un valor de ISI (Índice Internacional de Sensibilidad) para el factor tisular que fabrican. El valor ISI indica cómo un lote particular de factor tisular se compara con una muestra normalizada a nivel internacional. El ISI está generalmente entre 1 y 2. El INR se obtiene dividiendo el tiempo de protrombina del paciente en segundos entre el tiempo de protrombina de un control normal, elevado a la potencia del valor ISI para el sistema de análisis utilizado.
{\displaystyle {\text{INR}}=\left({\frac {{\text{PT}}_{\text{test}}}{{\text{PT}}_{\text{normal}}}}\right)^{\text{ISI}}}

## Interpretación
El tiempo de protrombina es el tiempo que tarda el plasma en coagularse después de la adición del factor tisular (que se obtiene de los animales). Esto mide la calidad de la vía extrínseca (así como la vía común) de la coagulación. La velocidad de la vía extrínseca está muy afectada por los niveles de factor de coagulación VII en el cuerpo. El factor VII tiene un corto periodo de semidesintegración y su síntesis requiere vitamina K. El tiempo de protrombina puede estar prolongado, como resultado de deficiencias en vitamina K, que pueden ser causados por la warfarina, mala absorción, o la falta de colonización intestinal por bacterias (como en los recién nacidos). Además, el factor VII por síntesis pobres (debido a la enfermedad del hígado) o el aumento del consumo (en la coagulación intravascular diseminada) puede prolongar el tiempo de protrombina. Un nivel de INR elevado, como INR = 5 indica que existe una alta posibilidad de sangrado, mientras que si el INR = 0,5 entonces hay una alta probabilidad de tener un coágulo. El rango normal para una persona sana es desde 0.8 hasta 1.2, y para personas en tratamiento con warfarina, 2.0 a 3.0, aunque el INR puede ser mayor en situaciones particulares, como para los pacientes tratados con anticoagulantes que tienen una válvula cardíaca mecánica, o con heparinas de bajo peso molecular (tales como enoxaparina).
| Cuadro clínico                                     | tiempo de protrombina | tiempo de tromboplastina parcial activada | tiempo de hemorragia | recuento de plaquetas |
| -------------------------------------------------- | --------------------- | ----------------------------------------- | -------------------- | --------------------- |
| Déficit de vitamina K o warfarina                  | prolongado            | prolongado                                | afectada             | afectada              |
| Enfermedad de von Willebrand                       | afectada              | prolongado                                | prolongado           | disminuido            |
| Hemofilia                                          | afectada              | prolongado                                | afectada             | afectada              |
| Aspirina                                           | afectada              | afectada                                  | prolongado           | afectada              |
| Trombocitopenia                                    | afectada              | afectada                                  | prolongado           | disminuyó             |
| Inicios de insuficiencia hepática                  | prolongado            | afectada                                  | afectada             | afectada              |
| Insuficiencia hepática terminal                    | prolongado            | prolongado                                | prolongado           | disminuyó             |
| Uremia                                             | afectada              | afectada                                  | prolongado           | afectada              |
| Afibrinogenemia Congénita                          | prolongado            | prolongado                                | prolongado           | afectada              |
| Déficit del Factor V                               | prolongado            | prolongado                                | afectada             | afectada              |
| Déficit del Factor X (Como en la púrpura amiloide) | prolongado            | prolongado                                | afectada             | afectada              |
| Enfermedad de Glanzmann                            | afectada              | afectada                                  | prolongado           | afectada              |
| Síndrome de Bernard-Soulier                        | afectada              | afectada                                  | prolongado           | disminuyó             |

## Factores que determinan la precisión
El anticoagulante lúpico, un inhibidor de la circulación que predispone a la trombosis, puede sesgar los resultados de PT, en función del análisis utilizado.[2] Las variaciones entre los distintos preparados de tromboplastina en el pasado han dado lugar a la disminución de la precisión de las lecturas de INR, y un estudio de 2005 sugirió que, a pesar de los esfuerzos de la calibración internacional (por INR) aun había diferencias estadísticamente significativas entre los diferentes kits comerciales,[3] por lo que dudar de la plausibilidad a largo plazo de TP/INR es una medida para la terapia anticoagulante.[4]

## Estadísticas
Se estima que se realizan 800 millones de determinaciones de TP/INR  anualmente en todo el mundo, fundamentalmente para valorar su estado coagulativo previo a intervenciones quirúrgicas y para valorar el efecto de la terapia anticoagulante oral.[4]

## Prueba del paciente cercano
Además del método de laboratorio señalado anteriormente, y el paciente de pruebas cercano (NPT) o control INR en casa se está convirtiendo cada vez más común en algunos países. En el Reino Unido, por ejemplo, cerca de las pruebas y el paciente se utiliza tanto por los pacientes en casa, y por algunas clínicas de anticoagulación (a menudo de base hospitalaria) como una forma rápida y cómoda alternativa al método de laboratorio. Después de un periodo de duda sobre la exactitud de los resultados del TNP, una nueva generación de máquinas y reactivos parece estar ganando aceptación por su capacidad de entregar resultados cercanos en exactitud a los del laboratorio.[5]
En una configuración típica del TNP mesa dispositivo se utiliza una pequeña, por ejemplo, la Roche CoaguChek S, la Corporación Internacional Technidyne Hemochron Firma, o el más reciente (2005) introdujo HemoSense INRatio. Una gota de sangre capilar se obtiene con un pinchazo en el dedo automatizado, que es casi indolora. Esta caída se coloca en una tira reactiva desechable con la que la máquina ha sido preparada. El INR resultante aparece en la pantalla unos segundos más tarde. Métodos de ensayo similares son utilizados por los diabéticos con la insulina, y son fáciles de enseñar y practicar.
La política local determina si el paciente o un especialista en la coagulación (enfermera, médico general o médico de hospital) interpreta el resultado y determina la dosis de medicamento. En Alemania, los pacientes pueden ajustar la dosis de la medicación por sí mismos,[cita requerida] , mientras que en el Reino Unido y los EE. UU. permanecen en manos de un profesional de la salud. Por ejemplo, pacientes que utilizan estos servicios como Philips INR @ Home [1] llamarán por teléfono con sus resultados de INR semanalmente y esta información se transmite a su médico, quien también es alertado si de rango a los niveles requieren una intervención inmediata o ajuste de los medicamentos.
Una ventaja importante de las pruebas caseras es la evidencia de que el propio paciente, con el apoyo de pruebas médicas y su autocuidado (donde los pacientes se adaptan sus propias dosis de anticoagulante), mejora el control del anticoagulante. Un metaanálisis que revisó 14 ensayos mostraron que la prueba nacional condujo a una reducción en la incidencia de complicaciones (hemorragias y trombosis) y mejoró el tiempo en el rango terapéutico, que es una medida indirecta de control del anticoagulante.[6]
Otras ventajas del enfoque del TNP son que es rápida y cómoda, por lo general menos doloroso, y ofrece, de uso en el hogar, la capacidad de los pacientes para medir su propia INR cuando sea necesario. Entre sus problemas son que una buena mano firme es necesaria para prestar la sangre hasta el punto exacto, que algunos pacientes encuentran difícil el pinchazo en el dedo, y que el costo de las tiras de prueba también debe tenerse en cuenta. En el Reino Unido están disponibles con receta médica y no remunerado de manera que las personas mayores no pagarán por ellos y otros pagarán sólo una tasa estándar de la prescripción, que en este momento representa sólo alrededor del 20% del precio de venta de las tiras. En los EE. UU., NPT en el hogar se reembolsan los de Medicare para los pacientes con válvulas cardíacas mecánicas, mientras que las aseguradoras privadas podrán incluir, por indications.Medicare, otro que ahora abarca pruebas domiciliarias para los pacientes con fibrilación auricular crónica. Requiere una prescripción del médico.
Hay alguna evidencia que sugiere que el TNP puede ser menos preciso para ciertos pacientes, como por ejemplo los que tienen el anticoagulante lúpico.[7]

## Lanzamiento
Las directrices internacionales fueron publicadas en 2005 para gobernar la vigilancia en casa de la anticoagulación oral por el Ser-Asociación para la Inspección Internacional para la anticoagulación oral.[8] Las directrices internacionales de estudio declaró: "El consenso coincide en que el propio paciente y paciente-prueba la autogestión son métodos eficaces de monitoreo de la terapia con anticoagulantes orales, proporcionando resultados al menos tan buenos  y, posiblemente, mejores que los obtenidos con una clínica de anticoagulación. Todos los pacientes deben ser debidamente seleccionados y entrenados. En la actualidad los dispositivos disponibles self-testing/self-management dan los resultados de INR que son comparables con los obtenidos en las pruebas de laboratorio. "
La cobertura de Medicare para la prueba casera de INR se ha ampliado con el fin de permitir a más personas el acceso a la casa de las pruebas de INR en los EE. UU. En el lanzamiento el 19 de marzo de 2008, dijo, "[l] os Centros de Medicare & Medicaid Services (CMS) se amplió la cobertura de Medicare para los análisis de sangre en casa del tiempo de protrombina (TP) e índice internacional normalizado (INR) a los beneficiarios que están usando la droga warfarina, un anticoagulante (diluyente sanguíneo), los medicamentos, para la fibrilación auricular crónica o tromboembolismo venoso. "Además," [t] manguera de los beneficiarios de Medicare y sus médicos relacionados con la gestión de las condiciones de la fibrilación auricular crónica o tromboembolismo venoso se beneficiarán en gran medida a través del uso de la prueba de casa. "[9]